# ジョニー・ジューザン
ジョナサン・アン・ジューザン（Jonathan Anh Juzang, 2001年3月17日 - ）は、アメリカ合衆国・カリフォルニア州ロサンゼルス出身のプロバスケットボール選手。NBAのユタ・ジャズに所属している。ポジションはシューティングガード。

## 経歴

### ハイスクール
高校3年目のシーズンに平均23得点・8.5リバウンド・3.4アシストの成績を記録。ミッション・リーグのMVPを受賞し、チームを2011年以来となる州大会優勝へ導いた。シーズン終了後には学年変更し、卒業を1年早めた。

### リクルート
主要サイトから4つ星評価を受け、ケンタッキー大学へ進学した。他にはバージニア大学からオファーを受けていた。また、地元ロサンゼルスのUCLAへの進学も検討していたが、UCLAでは同時期にヘッドコーチのスティーブ・アルフォードが解雇されており、新ヘッドコーチのミック・クローニンと関係を築く時間がなかったため断念した。

### カレッジ

#### ケンタッキー

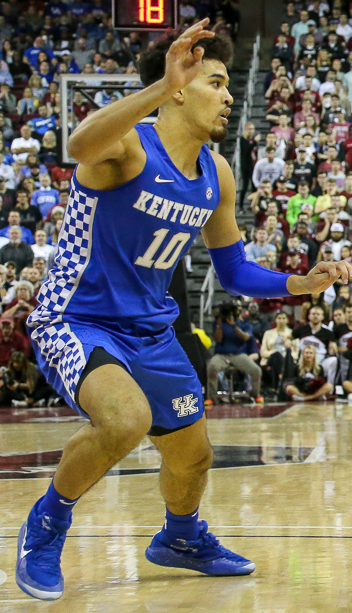
ケンタッキー大学でのジューザン
(2020年)

1年目の2019-20シーズンはタイリース・マクシー、イマニュエル・クイックリーの控えとしてプレーしたが、ディフェンスに難があり、シュートの精度も低かったためヘッドコーチのジョン・カリパリから信頼を得られず、十分なプレータイムを与えられなかった。このシーズンは平均2.9得点に留まり、シーズン終了後に転校することを発表した。

#### UCLA
2年目の2020-21シーズン開幕前に、高校時代も進学を検討していたUCLAへ転校した。このシーズンは先発に定着し、前年から大きく成績を伸ばした。2021年2月13日のワシントン大学戦ではキャリアハイの32得点を記録。この試合のチームの総得点は64であり、UCLAの選手が一人で総得点の半分を記録したのはレジー・ミラー以来、35年ぶりであった。同年のNCAAトーナメントではファイナル・フォーに進出し、ゴンザガ大学との準決勝ではオーバータイムの残り3.3秒で同点に追い付くレイアップを成功させたが、直後にジェイレン・サッグスにブザービーターを沈められ敗退した。シーズン終了後に2021年のNBAドラフトへアーリーエントリーしたが、ドラフトコンバインに参加した後にこれを取りやめ、大学に残った。
3年目の2021-22シーズンは平均15.6得点・4.7リバウンドの成績を記録し、NABCのオールアメリカンサードチームに選出された。NCAAトーナメントでは準々決勝でノースカロライナ大学に敗れ敗退し、シーズン終了後に2022年のNBAドラフトへアーリーエントリーした。

### NBA

#### ユタ・ジャズ
ドラフトでは指名されなかったが、2022年のNBAサマーリーグにユタ・ジャズの一員として参加する予定だった。しかし、ユタに到着した数日後に自動車事故により、サマーリーグデビューは遅れた。サマーリーグの後にユタ・ジャズとのツーウェイ契約に合意した。
2023年7月19日にジャズと再びツーウェイ契約を締結した。
2024年4月7日のゴールデンステート・ウォリアーズ戦でキャリアハイとなる27得点を記録したが、チームは110-118で惜敗した。

## 家族
父のマクシーはクリオーリョ、母のハンはベトナム人である。
兄のクリスチャンは元プロバスケットボール選手で、ハーバード大学を卒業後、ベトナムのプロリーグでプレーしていた。

## 個人成績

### NBA

#### レギュラーシーズン
| シーズン | チーム | GP  | GS | MPG  | FG%  | 3P%  | FT%  | RPG | APG | SPG | BPG | PPG |
| -------- | ------ | --- | -- | ---- | ---- | ---- | ---- | --- | --- | --- | --- | --- |
| 2022–23  | UTA    | 18  | 0  | 12.9 | .337 | .238 | .500 | 2.2 | .4  | .2  | .2  | 4.8 |
| 2023–24  | UTA    | 20  | 5  | 18.6 | .464 | .416 | .714 | 1.8 | 1.2 | .2  | .1  | 7.2 |
| 2024–25  | UTA    | 64  | 18 | 19.8 | .429 | .376 | .849 | 2.9 | 1.1 | .6  | .1  | 8.9 |
| 通算     | 通算   | 102 | 23 | 18.4 | .421 | .363 | .803 | 2.5 | 1.0 | .5  | .1  | 7.9 |

### カレッジ
| シーズン | チーム       | GP | GS | MPG  | FG%  | 3P%  | FT%  | RPG | APG | SPG | BPG | PPG  |
| -------- | ------------ | -- | -- | ---- | ---- | ---- | ---- | --- | --- | --- | --- | ---- |
| 2019–20  | ケンタッキー | 28 | 2  | 12.3 | .377 | .326 | .833 | 1.9 | .3  | .2  | .1  | 2.9  |
| 2020–21  | UCLA         | 27 | 26 | 32.3 | .441 | .353 | .877 | 4.1 | 1.6 | .8  | .3  | 16.0 |
| 2021–22  | UCLA         | 30 | 29 | 31.8 | .432 | .360 | .835 | 4.7 | 1.8 | .7  | .1  | 15.6 |
| 通算     | 通算         | 85 | 57 | 25.5 | .431 | .352 | .853 | 3.6 | 1.2 | .6  | .2  | 11.6 |